# Pipiza subinflatifrons
Pipiza subinflatifrons är en tvåvingeart som beskrevs av Coovert 1996. Pipiza subinflatifrons ingår i släktet gallblomflugor, och familjen blomflugor. Inga underarter finns listade i Catalogue of Life.